# Подвздошно-паховый нерв
Подвздошно-паховый нерв (LI) (лат. Nervus ilioinguinalis) — нерв поясничного сплетения.
Располагается под n. iliohypogastricus (подвздошно-подчревным нервом) и вначале идёт почти параллельно с ним. Выйдя из под латерального края большой поясничной мышцы, он проходит по поверхности квадратной мышцы поясницы, прободает поперечную мышцу живота и, располагаясь между нею и внутренней косой мышцей живота, следует к поверхностному паховому кольцу. Пройдя через апоневроз наружной косой мышцы в области поверхностного отверстия пахового канала, где он прилежит к передневнутренней поверхности семенного канатика у мужчин или круглой связки матки у женщин, нерв разветвляется в коже области лобка, мошонки (♂)/больших половых губ (♀) в паховой области.
Располагаясь между указанными мышцами лат. n. ilioinguinalis образует соединение с n. iliohypogastricus.
Ветви лат. n. ilioinguinalis:
1. ♂ Передние мошоночные нервы лат. Nervi scrotales anteriores — идут к коже корня полового члена, передних отделов мошонки
2. ♀ Передние губные нервы лат. Nervi labiales anteriores — идут к коже верхних отделов больших половых губ
3. Мышечные ветви (лат. Rami musculares) — иннервируют нижние участки поперечной мышцы живота и косые мышцы живота

## Функция
N. ilioinguinalis смешанный. Состоит из двигательных и чувствительных волокон.
Чувствительная часть — обеспечивает чувствительность кожи корня полового члена и мошонки у мужчин, либо верхних отделов половых губ у женщин.
Двигательная часть — иннервирует участки поперечной и косых мышц живота.

## Изображение

Зона чувствительной иннервации подвздошно-пахового нерва представлена на передней поверхности бедра сверху коричневым цветом